# Bandido bom é bandido morto

Publicação do senador Ciro Nogueira (PP-PI) acerca de uma postagem do MTST, com a frase "Bandido bom é bandido morto": segundo Nogueira, o MTST tachava Jesus de "bandido".

No Brasil, "bandido bom é bandido morto" é uma frase recorrente em certos círculos sociais e que reproduz uma ideia difundida pela mídia popular. Nesse contexto, o advogado e radialista Afanasio Jazadji é uma das pessoas notórias a defender publicamente a tese de que “bandido bom é bandido morto”.
Em março de 2024, a frase voltou a circular nos meios de comunicação depois da publicação, pelo Movimento dos Trabalhadores Sem Teto (MTST), de uma imagem de Jesus Cristo crucificado, diante de um soldado  romano, que diz: "bandido bom é bandido morto".

## Origem
É possivel que a frase seja uma adaptação de uma outra, atribuída ao general estadunidense Philip Sheridan (1831-1888), que a teria pronunciado no contexto das guerras indígenas nos Estados Unidos, quando da rendição de uma tribo comanche, em 1869. Segundo a tradição, o chefe indígena Tosahwi, apresentando-se ao general, teria dito seu nome, acrescentando duas palavras "Tosahwi, índio bom", ao que Sheridan teria respondido: "Os únicos índios bons que vi estavam mortos". A primeira referência impressa a essa troca de palavras, foi feita mais de 100 anos depois, em Bury My Heart at Wounded Knee (1970). No livro, o autor, Dee Brown, atribui a citação a Sheridan, alegando que "o tenente Charles Nordstrom, que estava presente, lembrou-se das palavras e as transmitiu, até que, com o tempo, elas foram aprimoradas em um aforismo tipicamente americano: "O único índio bom é um índio morto".   Sheridan negou que tivesse feito tal declaração. Apesar disso, na cultura popular, ele permanece sendo o autor da frase.
No Brasil, a frase "Bandido bom é bandido morto" ganhou notoriedade quando José Guilherme Godinho Sivuca Ferreira, policial ex-integrante da Scuderie Le Cocq, utilizou-a em sua campanha eleitoral para deputado estadual do Rio de Janeiro, tendo sido eleito em 1990 e reeleito em 1994. 

## Leituras adicionais
- BUENO, Samira. Bandido bom é bandido morto: a opção ideológico-institucional da política de segurança pública na manutenção de padrões de atuação violentos da polícia militar paulista, 2014.
- LEMGRUBER, Julita; CANO, Ignacio; MUSUMECI, Leonarda. Olho por olho?: o que pensam os cariocas sobre "bandido bom é bandido morto". Rio de Janeiro: Centro de Estudos de Segurança e Cidadania (CESEC) / Universidade Candido Mendes, 2017.